# Conus canonicus
Espèce
Conus canonicus est une espèce de mollusques gastéropodes marins de la famille des Conidae.
Comme toutes les espèces du genre Conus, ces escargots sont prédateurs et venimeux. Ils sont capables de « piquer » les humains et doivent donc être manipulés avec précaution, voire pas du tout.

## Description
La taille de la coquille varie entre 25 mm et 70 mm. L'apparence de la coquille est très proche de celle du Conus textile, mais elle présente des réticulations beaucoup plus petites, recouvrant plus complètement la surface. .

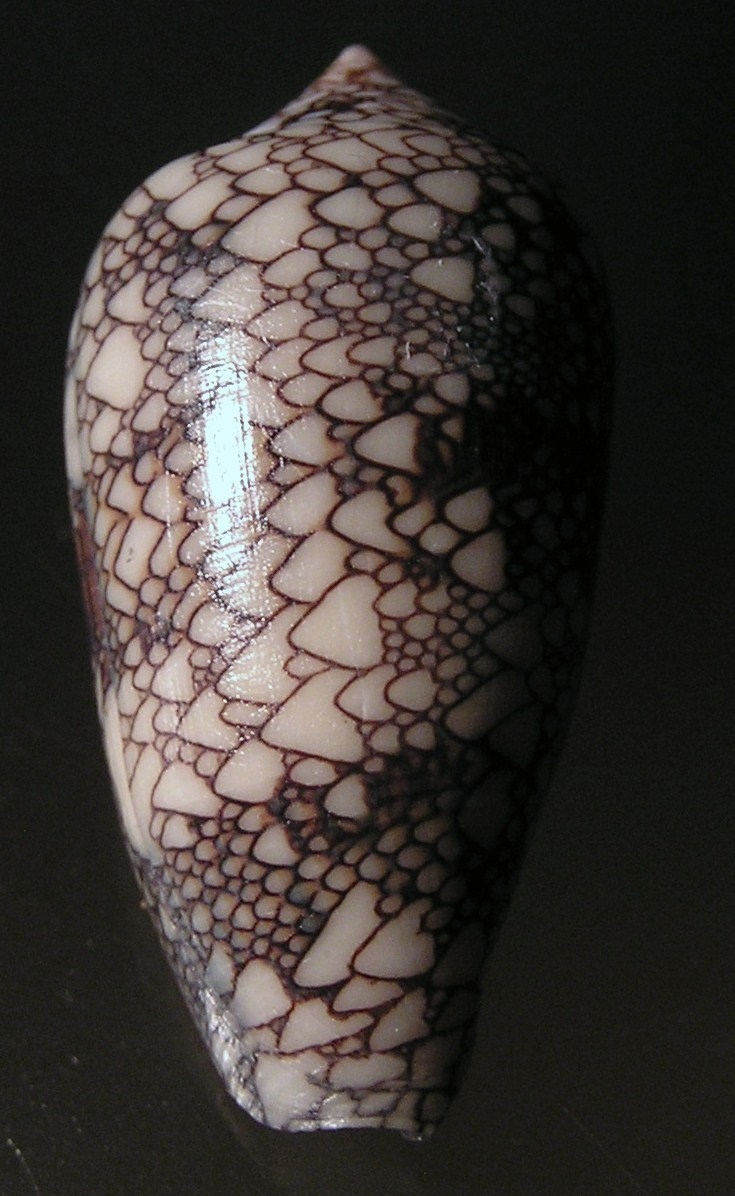
Conus canonicus

## Distribution
Cette espèce marine est présente dans la mer Rouge, le Pacifique tropical indo-occidental et au large de l'Australie (Territoire du Nord, Queensland et Australie-Occidentale).

### Niveau de risque d’extinction de l’espèce
Selon l'analyse de l'UICN réalisée en 2011 pour la définition du niveau de risque d'extinction, cette espèce est présente dans tout l'Indo-Pacifique, de la côte est de l'Afrique à la Polynésie française, à l'exception d'Hawaï et des îles Marshall. Cette espèce est très répandue dans tout l'Indo-Pacifique. Elle est commune dans l'océan Indien et peu commune dans le Pacifique. Il n'y a pas de menaces majeures. Elle est classée dans la catégorie " préoccupation mineure ".

## Taxonomie

### Publication originale
L'espèce Conus canonicus a été décrite pour la première fois en 1792 par le conchyliologiste danois Christian Hee Hwass dans « Encyclopédie méthodique ou par ordre de matières Histoire naturelle des vers - volume 1 » écrite par le naturaliste français Jean-Guillaume Bruguière (1750-1798),.

### Synonymes
- Conus (Cylinder) canonicus Hwass, 1792 · appellation alternative
- Conus condensus G. B. Sowerby II, 1866 · non accepté
- Conus rubescens Bonnet, 1864 · non accepté
- Conus textilinus Kiener, 1847 · non accepté
- Cylinder canonicus (Hwass, 1792) · non accepté
- Cylinder canonicus f. textilinus (Kiener, 1847) · non accepté
- Cylindrus canonicus (Hwass, 1892) · non accepté